# タフなんだもん!
『タフなんだもん!』は、水田恐竜による日本の漫画作品。掲載雑誌は『あ!ホクサイ』（辰巳出版）。単行本は「タフなんだもん!」と「エンジェルティッシュ」の一部に掲載。

## 概要
自称宇宙人で人並み外れた身体能力を持つ女子高生鋼田鉄子がその仲間たちとドタバタを繰り広げる4コマギャグ漫画。
鉄子の母親が登場してからメタフィクションネタが多くなり、更には作者が突然鉄子達の前に現れてメモを取ったりと楽屋オチまで来るという苦しい展開となってしまった（更には『あ!ホクサイ』編集部の担当とのやりとりもあった）。

## 登場人物
鋼田鉄子
この作品の主人公の女子高生。
見た目は普通の女子高生だが肉体は非常に強靭で車に轢かれても無傷である。（反対に轢いた方が大怪我をするのが初期の頃は定番だった）
強靭な身体能力の他に普通の人間には無い特徴を持っている事と隕石と共に地球に落ちたため「宇宙人」と自称している。
生活費を稼ぐために工事現場のアルバイトをしているが、コケたりうっかりなミスで仕事がはかどらない事が多い。（ただしビル破壊の時はただ暴れるだけなので監督ははかどると言っていた）
オナニーをするときはダイナマイトやドリルを使うが、器具を使ったオナニーはあまりよくないと知ると全部埋めてしまった事もある。
ただしちあきから「安心してオナニーが出来るお祝い」にアダルトグッズを買ってくれる時ドリル等の危険な工具を頼んでいた。また、ちあきの思いつきで股間に爆竹を入れられた時新しいオナニーを覚えてしまった。
酒を飲むと非常に乱暴になり通常の状態よりも沼野先生を怪我させたり家や物を破壊するようになる。また消毒用のアルコールのニオイを嗅いだだけで酔ってしまった事もある。
ヌカミソを作る事が趣味でしばらく家を離れて帰ったときヌカミソがどうなっているかチェックする（ワープ機能で1年も失踪状態になっていたときは全滅していた）。また隕石を地球外物質かどうかを分析した時漬物石にしたので分析不可能になってしまった。
中盤からエッチな気持ちになると宙に浮く様になるが、鉄子の母親曰くこれは父親の血だとの事。
体育祭では運動神経が並外れているため紅組白組のどちらにも入れて貰えず、グレイと鉄子の母と共に「宇宙組」で体育祭に出た。
視力が一般人よりも強いので外すと富士山の頂上まで見えてしまう位のためコンタクトレンズをつけて一般人と同じ位の視力にしている。
ちあき達が原始時代から現代に戻るためコールドスリープをしたのに対し、鉄子だけは2億年も普通に熟睡していたが何故か見た目は変わらなかった。また2億年も熟睡したので便が化石化する程の極端な便秘になり、出した時は記念に飾っていた。（「異世界に行かなかったとなると自分達が存在しなくなる」と知った時は自分が存在しなくなる事よりも「化石ウンチ」がなくなる事を抵抗した。）
沼野先生
連載初期に鉄子の高校に赴任してきた担任の先生。
鉄子に惚れられており本人も本人なりに鉄子を受け入れるが鉄子に突き飛ばされて大怪我をしたり、重傷にもかかわらず鉄子が沼野先生と2人で初日の出を見るために富士山の頂上に無理矢理連れられてしまい危篤状態になってしまった事もある。（無理矢理連れてきた鉄子が「眠っちゃダメ～」とボコボコにしたのも原因である）
しかしそんな展開に慣れてきたためか鉄子の母親から強烈なかかと落としを喰らった時すぐに復活した。
グレイのせいで肉体がバラバラになった事もあったが復活したら復活するまでの間の記憶が無くなっていた。
ちあき
鉄子のクラスメイト。
作中2番目のツッコミ役（1番は沼野先生）で天の声曰く「ツッコミがいないとギャグが成立しない」ため全く関係ない所で乱入する事があった。（鉄子から「そんなにここ好き」とつっこまれた）
鉄子の人並み外れた身体能力を利用して金儲けをするが鉄子が金儲けに利用されている事に気づく事が多いので、上手く金儲けが出来ない事が多かった。また、初期の頃は鉄子の制服がボロボロになったとき、その制服をブルセラに売る事があり「強姦された女子高生」をテーマに売っているので大人気との事（ただし沼野先生は「あれ（鉄子）を強姦出来る奴がいるのか」とつっこんだ）
体育祭の時は胴元として鉄子に様々なハンデを使うが成功したのは「電動バタフライ」を股間に取り付けた時である。また、鉄子が作った弁当に毒を盛り付けたが、鉄子が「全部出したらスッキリ」したので不発だった。また沼野先生はちあきの極端な行為に対してご立腹だった。（そもそも鉄子が作った弁当は沼野先生にも勧められたが遠慮したのでもし遠慮していなかったら沼野先生も巻き添えをくらっていた事になるというのもある）
前半少しは女らしい喋り方をしていたが、後半から男らしい喋り方が目立ってきた。
鉄子と時々エッチをするが実は男の方が好きで異世界で生活していたときは人間の男がいないことに不満を感じていた（鉄子とのエッチも拒む様になっていた）。
鉄子のせいで強制的に異世界で生活した時はひたすら「帰りたい」と駄々をこねていたが他のメンバーはこの環境を楽しんでいたのでかなり浮いていた（鉄子と鉄子の母親はタフでちゃあチャンは何も考えておらずグレイは「？」である）。
母親も登場したがちあき達がワープ機能の故障で1年間も失踪状態になっていたのでパニックに陥っていた。
グレイ
初登場はUFO（後のポチ）に鉄子と一緒に乗っているところから始まった。地球から離れる瞬間鉄子が「あたしも連れてって～」と岩を投げUFOを破壊してしまったので強制的に鉄子達と生活する事となる。
一人称は「僕」だが鉄子曰く生殖器官が退化して性別は無い事になっている。そのせいか学生服は学ランで体操着はブルマーといったアンバランスな行動が多い。
年齢は地球年齢で753歳（七五三の日に告白した）。
初期の頃はちあきに恋をしていたがちあきは身長175cm以上がタイプなので受け入れてくれなかった。
情報処理能力が高く勉強が得意で英語をスラスラと喋っていた。（鉄子達の宿題を写した事もあったが宇宙文字なのでインチキがバレてしまった）
趣味はキャトルミューティーレーションで、ありとあらゆる動物を解剖し標本にしたり、内臓を食材にしたりするので知らずに食べたちあきと沼野先生は「ぶほっ!!」と戻してしまうが後半からちあきはポチナベを普通に食べていた。
行動力がありちあきが「100年ぐらい帰ってこなかった方が…」と言ったらちあきを凍らせてコールドスリープ状態にさせたり、異世界ではちあきが「男がいない」とつぶやくとちゃあチャンを「妹」から「弟」へと性転換してしまった。
ポチを修理するシーンがあるが部品が余ってしまうのでちあきから「壊してんじゃねーのか」とよくつっこまれる。
鉄子の母親曰く鉄子の監視役だがちあきは「苦し紛れの設定の様な」とつっこんだ瞬間天の声は「よっしゃ上手くいった」と言っていた。
鉄子と同じくコンタクトレンズをしているが、「光線カラ目ヲ保護スルタメニ必要」なため外すと目元が不気味になるためサングラスで隠している。また目を開けて寝ている時もあるが鉄子と鉄子の母親と寝ている時は目を閉じていた。
鉄子の母親
初登場は鉄子が母親に会いたいため手紙を詰めた空き缶を宇宙に飛ばし偶然鉄子の母親の宇宙船に空き缶がぶつかってしまい鉄子たちに対してスーツを着た状態で怒りながら鉄子たちを攻撃した。（攻撃した理由は鉄子の小ボケのせい）
初登場時は地球の言葉を喋れなかったがグレイのマンガのテクニックによって言葉を覚える。
娘との初めてのスキンシップは鉄子が甘えようとした瞬間ゲンコツを入れた事である。
鉄子の育て方は「地球人には理解できない」と主張しているが「獅子は千尋の谷に我が子を突き落としはい上がったものだけを育てる」といった地球人にもよくわかる方法である。（更には「不倫」も地球人には理解できないと主張していた）
その後は鉄子・グレイと一緒に生活する様になる。そして「ヒマだしね」という理由で学校に転入する事となるが親子で赤点を取るほど勉強は苦手。また自己紹介の時「ハナコ」と宇宙文字でホワイトボードに書いていた。
異世界で生活するようになったときは元傭兵を活かして指揮を取っていた。
後半から寝ることが多くなり、ちゃあチャンが起動してから服を着るまでの間まで寝ていたり、とあるカップルの車の中で堂々と寝ていたり、タイムワープをする時も眠っていた。（オウム貝のちゃあチャンを枕にしていた）
ポチ
グレイのマイ円盤。「ポチ」と呼ばれる様になった理由は自動操縦機能で買い物した時にちあきが「これからはポチって呼ぶからな」である。
ちゃあチャン
グレイがヒマツブシに造った人造人間兼非常食。ちあきの「学校行きたくない」という言葉がちゃあチャンを起動させたきっかけである。（ただしちあきは勝手に造った事に文句を言った時ちゃあチャンはポチの餌にされかけた）
頭部は電子頭脳を使っており肉体の構造はグレイ曰く「イロンナ動物ノ組織ヲ切リキザミツナギアワセ…」というフランケンシュタインの様なものである。
ヒマツブシに造ったと言う割にはアソコの色はちあきよりキレイなピンク色で陰毛はちあきの抜け毛を2ヵ月かけて拾い集めたもので非常に念入りに造っている。
姉（？）のちあきとは違って口調は凄く明るく台詞のほとんどに「これなら大丈夫だよー」「おゾーニ食べる」など「ー」がよく付く。ちなみに吹き出しの形は角張っており、グレイと同じ。
「ちゃあチャンでーす」が口癖（オウム貝になった時は「ちゃあでーす」に変わっていた）。
良く言えば非常に天真爛漫で、悪く言えば能天気で何も考えていない性格であり、自分が生ハムにされる時も笑顔で「もーすぐ生ハムになりまーす」と言ったり、「妹」から「弟」に性転換した時は「しよ～よォ。しよ～よォ」とちあきとエッチしようとしたが、その瞬間怪獣に食われてズタボロになり頭部のみを使ってオウム貝に移植しても人造人間の時と変わらない明るい性格で振舞った。
ちあきを「お姉チャン」と呼んで慕うが、ちあきは「肉人形の妹持った覚えはないよ」と気持ち悪がられている。（ただし怪獣にズタボロにされた時ショックで泣いていた）
異世界でちあきが「ゲテモノはちょっと…」と遠慮していた時、自分の内臓を食べさせたが、ちあきが材料を知ると「ぶほっ」と吹いてしまった。ちなみに人間の肉を人間に食べさせる行為は雑誌コードに引っかかるものだがグレイ曰くちゃあチャンの体は牛肉や豚肉で出来ているので問題ないとの事。
オウム貝になった時はちあきからは「非常食」扱いされたり、鉄子の母親には枕にされたりして以前の人間らしい面影がなくなってしまった。（ゴンに食べられた時、殻つきなので消化されず便と一緒に出たことがある）
そして地球の原始時代でアンモナイトに恋をしてアンモナイトの彼氏と「これから海の底でタマゴ産んで子育てに専念したいと思いまーす」と言って鉄子たちと別れを告げる。そして鉄子達が戻って来た時代ではアンモナイトとちゃあチャンのしゃれこうべの化石として考古学者が発見したが、博士は「壊せ」と言った。
工事現場の監督
鉄子を雇っている現場監督。穏やかな性格で鉄子達がトラブルを起こしても怒らない。エンジェルティッシュでは未登場。
ゴン
鉄子が拾った卵が孵ったもの。その後いやしんぼでなんでも食べるので初登場時とは比べ物にならないくらいの大きさへと成長した。